# Asociación de Pescadores del Litoral Este de Málaga
La Asociación de Pescadores del Litoral Este de Málaga, APLEM, fue fundada en 1996 por un grupo de pescadores del barrio de El Palo, para promover y defender los intereses de los hombres del mar.
El grupo inicial estaba compuesto por profesionales del medio marino. Hoy en día, debido a la desaparición de la pesca artesanal, los asociados son, en su mayoría, amantes de los deportes marítimos con interés en salvaguardar las viejas tradiciones marineras de la barriada malagueña de El Palo.
El símbolo de APLEM es la barca de jábega. La asociación participa a través del Club Deportivo la Espaílla en la liga de jábegas con las barcas "La Araceli", "Rosario y Ana" y "Nuestra Señora Virgen del Carmen". Desde hace cinco años y bajo el patrocinio de la entidad BBK, APLEM participa en actividades culturales por toda la geografía española promocionando el remo tradicional, la pesca artesanal y la barca de jábega. Entre estas actividades destaca la Travesía del Estrecho de Gibraltar, el Camino de Santiago Marítimo-Pluvial, y la ruta fluvial por el Río Guadalquivir.
Su presidente actual es Agustín Montañez Jiménez "Reverte".